# Matches (Britney Spears)
Matches è un singolo della cantante statunitense Britney Spears, pubblicato il 18 dicembre 2020 come quinto estratto dal nono album in studio Glory.
Il brano, che vede la partecipazione del gruppo musicale statunitense dei Backstreet Boys, compare esclusivamente nella ristampa dell'edizione deluxe pubblicata il 4 dicembre 2020 in vinile e l'11 dicembre sulle piattaforme digitali.

## Classifiche
| Classifica (2021) | Posizione massima |
| ----------------- | ----------------- |
| Malaysia          | 5                 |